# Bulbophyllum globiceps
Bulbophyllum globiceps là một loài phong lan thuộc chi Bulbophyllum.